# 讲武城遗址
讲武城遗址，位于中国河北省邯郸市磁县城南漳河北岸的讲武城村。讲武城在唐朝以前称武城，宋代以后改称讲武城。传说三国曹操击败袁绍，占据邺城，把这里作为培养武将的基地。讲武城的平面为平行四边形，除南墙及东墙南段被彰河冲毁外，其余大部分保存较为完好。20世纪50年代通过发掘，出土了板瓦、筒瓦等建筑构件和豆、罐、盆等日常生活用品，属于战国古址，汉代以后曾经补筑、改造或扩建，继续沿用。

## 位置
讲武城地理位置十分重要，为历代兵家必争之地。从古城往东5公里有东魏、北齐国都古邺城，往西10公里漳河南岸有伯阳城，往北是古赵都邯郸，往南是殷商古都安阳。这里是南达郑、卫，北通燕、赵的交通要道。周围城邑密集，商业发达繁华，是赵国南境的军事重地，是赵都邯郸南部、邺城西部一座规模较大的古城。

## 名称
据文物调查和考古发掘资料显示，此地域从龙山文化时期开始，就有人定居于此。在战国至汉代，曾发展成为城邑，即现在的讲武城，但当初这座城邑的名称并非现在之讲武城之名，而是被称之为武城。而当地民间则传说，因三古国时期曹操击败袁绍，占据邺城后，经常活动在这里，把此地作为培养武将的基地，故名讲武城，经文献记载和考古调查，事实上并非如此。
经文献记载和考古资料显示，此地战国时属赵地，汉代为魏郡地。《汉书·地理志》说:“邺有……武城”。《续汉书·郡国志》记载魏郡诸县中有武城一县。武城在北魏时属邺县。关于武城的地理位置，《水经注》“浊漳水”条有如下的记载:“彰水又东径武城南，世谓之梁期城。梁期在邺，北俗亦谓之两期城，皆为非也。司马彪郡国志曰：邺县有武城，武城即期城关。漳水又东北径西门豹祠前。”
根《元和郡县图志》记载:西门豹祠在邺县以西十五里处。唐代邺县设在北齐的邺南城内。据调查，邺南城约在讲武城东南8到9公里处，讲武城的位置和《水经注》记载的武城的位置符合。1957年4月至8月，文物工作者为配合京汉铁路磁县以南改线工程，对讲武城城内的两座唐墓进行了发掘，唐墓所出尚登宝墓志的记载，更可为此地乃武城作证。志文:“以大唐显庆二年岁次丁已十一月乙酉朔廿二日丙午，合葬于故武城内。”既谓“故武城”,又可证明该城在唐代已经被废。
到了宋代，武城已传讹为讲武城。《北辕录》记载:“相、...铜雀台、讲武城章河、纣之朝歌城，皆在境内”。这大约是由于唐、宋以来，城北的北齐诸冢被传称为曹操疑冢，武城亦因而讹为曹操所筑习武之城。所以关于此地的名称可以看出，讲武城在唐代以前称为武城，直到宋代才改称讲武城。金朝大诗人元好问的讲武城诗曰:“作计千年复万年,似嫌蒸土不能坚。祗今讲武人何在,衰柳残阳有乱蝉。”宋范成大《七十二冢》诗:“一棺何用冢如林，谁复如廓公负此心。闻说群胡为封土，世间随事有知音。”自注曰:“在讲武城外,曹操疑冢也。”

## 现状
讲武城为一座有城墙残垣的古城，城内土地现在大部分为农田，据调查显示，城垣为版筑而成，夯层明显，每层厚约8到111厘米，城垣现存最高处约6米左右，墙基最宽处约12米。城垣形状大略成方形，南北长约1.15公里，东西宽约1.1公里。古城南部因被漳河冲毁，现为弯曲不齐的断崖，断崖高2-6米不等，有灰层暴露，在断崖的东端还保留了一小段城垣。西垣除南端略被冲噬外，大体完整，现长1277米。北垣完整，长约1140米。东垣只残存北端小段，现长430米。文物工作者调查，在讲武城内路沟的断壁上，暴露出灰士堆积。1957年，在讲武城火车站附近，进行部分发掘，其文化堆积，上为东汉文化层，下为战国文化层，个别地方还有较早的文化层。城内还发现不少绳纹筒瓦和板瓦、豆把、罐盆等。文物专家依据考古发掘出土的遗物分析后认为，讲武城遗址应是一座战国至汉代的古城废墟，具有重要的研究和考古发掘价值。

## 保护
2006年5月25日，讲武城遗址作为战国至汉时期古遗址，被国务院公布为第六批全国重点文物保护单位。